# NGC 3746
NGC 3746 este o galaxie spirală situată în constelația Leul. A fost descoperită în 9 februarie 1874 de către Ralph Copeland⁠(d). Se află la o distanță de 127 de megaparseci de Pământ.